# Zalužnje
Zalužnje (en serbe cyrillique : Залужње) est un village de Serbie situé sur le territoire de la Ville de Leskovac, district de Jablanica. Au recensement de 2011, il comptait 422 habitants.

## Démographie
| 1948 | 1953 | 1961 | 1971 | 1981 | 1991 | 2002 | 2011 |
| ---- | ---- | ---- | ---- | ---- | ---- | ---- | ---- |
| 590  | 598  | 584  | 581  | 556  | 531  | 482  | 422  |

|  |